# Čepinci
Čepinci – wieś w Słowenii, w gminie Šalovci. W 2018 roku liczyła 247 mieszkańców.